# Полтавска област
Полтавска област (на украински: Полтавська область) е една от 24-те области на Украйна. Площ 28 750 km² (6-о място по големина в Украйна, 4,76% от нейната площ). Население на 1 януари 2019 г. 1 390 405 души (10-о място по население в Украйна, 3,25% от нейното население). Административен център град Полтава. Разстояние от Киев до Полтава 333 km

## Историческа справка
С изключение на 5 града (Горишни Плавни, Глобино, Гребьонка, Карловка и Заводское), които са признати за такива по време на съветската власт в периода от 1957 до 1977 г., всички останали градове с областта са утвърдени за такива преди това.
- Полтава – 1174 г. (първо споменаване в летописните източници)
- Миргород – 1575 г. (основан същата година като седалище но специален казашки полк)
- Зенков – 1604 г. (първи исторически сведения)
- Хадяч – 1634 г.
- Кременчук – 1765 г. (основан през 1571 г.)
- Лохвица, Пирятин и Хорол – 1781 г. (първите исторически сведения за Пирятин са от 1155 г., а за Хорол – в грамотата на Владимир Мономах от 1083 г.)
- Лубни – 1783 г. (първо споменаване в летописните източници през 1107 г.)
- Кобеляки – 1803 г. (още през 1647 г. Кобеляки се споменава в историческите източни като град, официално от 1803 г.)

Полтавска област е образувана на 22 септември 1937 г. На 10 януари 1939 г. два района са предадени на Кировоградска и два района на Сумска област, а на 7 януари 1957 г. шест района са предадени на Черкаска област, като по този начин Полтавска област се оформя в съвременните си граници.
През 1912 г. на левия бряг на река Ворскла (ляв приток на Днепър), в близост до село Мала Перешчепина (Новосанжарски район) е открито голямо съкровище, като се предполага, че е свързано с погребението на владетеля на Велика България хан Кубрат.

## Географска характеристика
Полтавска област е разположена централна част на Украйна. На югозапад граничи с Черкаска област, на запад – с Киевска област, на северозапад – с Черниговска област, на север – със Сумска област, на изток – с Харковска област, и на юг – с Днепропетровска и Кировоградска област. В тези си граници заема площ от 28 750 km² (6-о място по големина в Украйна, 4,76% от нейната площ). Дължина от запад на изток 225 km, ширина от север на юг 188 km.
Територията на областта е разположена върху древните тераси на река Днепър и нейните притоци и заема част от Приднепровската низина и крайните югозападни разклонения на Средноруското възвишение. Повърхнината ѝ е предимно равнинна с височина на североизток 170 – 200 m (максимална 202 m, 49°57′40″ с. ш. 34°29′11″ и. д. / 49.961111° с. ш. 34.486389° и. д., северно от село Бухаловка в Зенковски район), а на югозапад 60 – 100 m около поречието на Днепър. На изток равнината е слабо хълмиста, дълбоко разчленена от речни долини, оврази и суходолия, а на запад е плоска.
Климатът е умерено континентален. Средна януарска температура от -5,5 °C до -7,6 °C, средна юлска 20 – 21,7 °C. Годишната сума на валежите варира от 430 до 560 mm, с максимум на валежите през летния период. Продължителността на вегетационния период (минимална денонощна температура 5 °C) е 157 – 172 денонощия.
Цялата територия на областта попада във водосборния басейн на река Днепър, която протича по югозападната ѝ граница с част от долното си течение. На територията на областта в Днепър отляво се вливат реките: Сула, Псьол (с притока си Хорол), Ворскла и Орел. В пределите на областта попадат части от Кременчугското (долния ляв бряг) и Днепродзержинското водохранилища (горния ляв бряг) изградени на река Днепър.
Около 70% от територията на областта се заемат мощните и обикновените мало- и среднохумусни черноземи. В районите около течението на Днепър са развити осолени почви и солоди. По долините на реките Сула, Псьол и Ворскла са разпространени тъмносиви оподзолени почви. Приблизително по линията Кременчук – Полтава преминава южната граница на лесостепната област. Естествената степна растителност почти не се е съхранила, тъй като представляват обработваеми земеделски земи. Горите и храстите заедно с полезащитните пояси заемат 7,5% от територията на областта. В тях преобладават дъб, ясен, бряст, клен, тук-таме липа и габър, а в подлеса лешник и дива круша. По пясъчните надзаливни тераси на реките е разпространен борът с примеси от дъб, а заливните тераси са заети от ливади и пасища. Горите се обитават от лос, кошута, дива свиня, вълк, бурсук, лисица и др., а степните пространства – от пор, заек, хамстер, лалугер и др. Птиците са представени от орел, дропла, сив жерав, дива патка и гъска, пъдпъдък, сива гъска, полска и горска чучулига и др.

## Население
На 1 януари 2019 г. населението на Полтавска област област е наброявало 1 390 405 души (3,25% от населението на Украйна). Гъстота 648,36 души/km². Градско население 61,48%. Етнически състав: украинци 91,36%, руснаци 7,22%, беларуси 0,39%, арменци 0,17%, молдовани 0,16%, евреи 0,11% и др.

## Административно-териториално деление
В административно-териториално отношение Полтавска област се дели на 6 областни градски окръга, 25 административни района, 15 града, в т.ч. 6 града с областно подчинение и 9 града с районно подчинение, 21 селища от градски тип и 5 градски района (3 в Полтава и 2 в Кременчук).
| Административна единица | Площ (km²) | Население (2017 г.) | Административен център | Население (2017 г.) | Разстояние до Полтава (в km) | Други градове и сгт с районно подчинение |
| ----------------------- | ---------- | ------------------- | ---------------------- | ------------------- | ---------------------------- | ---------------------------------------- |
| Областен градски окръг  |            |                     |                        |                     |                              |                                          |
| 1. Хадяч                | 18         | 23 464              | гр. Хадяч              | 23 464              | 115                          |                                          |
| 2. Горишни Плавни       | 111        | 54 313              | гр. Горишни Плавни     | 51 955              | 100                          |                                          |
| 3. Кременчук            | 96         | 219 258             | гр. Кременчук          | 219 258             | 115                          |                                          |
| 4. Лубни                | 25         | 45 157              | гр. Лубни              | 45 157              | 141                          |                                          |
| 5. Миргород             | 19         | 39 409              | гр. Миргород           | 39 409              | 103                          |                                          |
| 6. Полтава              | 113        | 288 324             | гр. Полтава            | 288 324             | -                            |                                          |
| Административен район   |            |                     |                        |                     |                              |                                          |
| 1. Великобагачански     | 1000       | 24 606              | сгт Великая Багачка    | 5488                | 83                           | Гоголево                                 |
| 2. Хадячки              | 1600       | 29 089              | гр. Хадяч              |                     | 115                          |                                          |
| 3. Глобински            | 2500       | 43 269              | гр. Глобино            | 9349                | 122                          | Градижск                                 |
| 4. Гребьонковски        | 600        | 22 368              | гр. Гребьонка          | 10 713              | 188                          |                                          |
| 5. Дикански             | 700        | 18 819              | сгт Диканка            | 7662                | 29                           |                                          |
| 6. Зенковски            | 1400       | 34 226              | гр. Зенков             | 9514                | 81                           | Опошня (Опишня)                          |
| 7. Карловски            | 900        | 33 781              | гр. Карловка           | 14 470              | 55                           |                                          |
| 8. Кобелякски           | 1800       | 41 800              | гр. Кобеляки           | 9772                | 69                           | Белики                                   |
| 9. Козелшчински         | 900        | 19 213              | сгт Козелшчина         | 3628                | 75                           | Новая Галешчина                          |
| 10. Котелевски          | 800        | 19 539              | сгт Котелва            | 12 122              | 64                           |                                          |
| 11. Кременчукски        | 1200       | 39 771              | гр. Кременчук          |                     | 115                          |                                          |
| 12. Лохвицки            | 1300       | 42 394              | гр. Лохвица            | 11 338              | 173                          | гр. Заводское                            |
| 13. Лубнински           | 1420       | 31 369              | гр. Лубни              |                     | 141                          |                                          |
| 14. Машевски            | 900        | 19 370              | сгт Машевка            | 3721                | 35                           |                                          |
| 15. Миргородски         | 1600       | 31 315              | гр. Миргород           |                     | 103                          | Камишня, Ромодан                         |
| 16. Новосанжарски       | 1300       | 34 077              | сгт Нови Санжари       | 5179                | 36                           |                                          |
| 17. Оржицки             | 1000       | 23 924              | сгт Оржица             | 3488                | 183                          | Новооржицкое                             |
| 18. Пирятински          | 860        | 31 233              | гр. Пирятин            | 15 391              | 187                          |                                          |
| 19. Полтавски           | 1300       | 66 907              | гр. Полтава            |                     | -                            |                                          |
| 20. Решетиловски        | 1000       | 26 185              | сгт Решетиловка        | 9240                | 39                           |                                          |
| 21. Семьоновски         | 1300       | 24 908              | сгт Семьоновка         | 6089                | 132                          |                                          |
| 22. Хоролски            | 1000       | 34 122              | гр. Хорол              | 12 950              | 107                          |                                          |
| 23. Чернухински         | 700        | 11 176              | сгт Чернухи            | 2491                | 220                          |                                          |
| 24. Чутовски            | 862        | 22 705              | сгт Чутово             | 6079                | 54                           | Скороходово                              |
| 25. Шишацки             | 800        | 20 149              | сгт Шишаки             | 4347                | 74                           |                                          |